# (22513) 1998 BX32
1998 بي أكس 32 (ويعرف أيضًا باسم (22513) 1998 بي أكس 32 وفق تسمية الكوكب الصغير) (بالإنجليزية: 1998 BX32)‏ هو كويكب ضمن حزام الكويكبات؛ وترتيبه 22513 من حيث الاكتشاف.
اكتُشف هذا الجُرم الفلكي بواسطة OCA–DLR Asteroid Survey ‏ في 29 يناير 1998.

## وصلات خارجية
- (22513) 1998 BX32 في قاعدة بيانات مختبر الدفع النفاث لأجرام النظام الشمسي الصغيرة

- الاكتشاف · مخطط المدار ·  العناصر المدارية · المعلمات المادية

- (22513) 1998 BX32 على موقع ويكي سكاي: DSS2, SDSS, GALEX, IRAS, Hydrogen α, X-Ray, Astrophoto, Sky Map, Articles and images